# Desfile do Dia da Vitória em Moscou em 1996
O Desfile do Dia da Vitória em Moscou (português brasileiro) ou Moscovo (português europeu) em 1996(russo: Парад Победы, tr. Parad Pobedy) foi um desfile militar que ocorreu em Moscou em 9 de maio de 1996 para comemorar o 51º aniversário da vitória soviética sobre a Alemanha Nazista na Grande Guerra Patriótica em 1945.  Dentre as autoridades notáveis presentes estavam o presidente da Federação Russa Boris Iéltsin, o primeiro-ministro Viktor Chernomyrdin, o prefeito de Moscou Yuri Lujkov, assim como outras personalidades do governo que estavam na arquibancada do Mausoléu de Lenin. Seria a última vez que o Mausoléu seria usado em um desfile em Moscou. O comandante do desfile foi o comandante do Distrito Militar de Moscou, Coronel-General Leonid Kuznetsov  O desfile foi inspecionado pelo Ministro da Defesa da Rússia, General do Exército Pavel Grachev. 7.370 militares participaram do desfile. Equipamentos militares não participaram do desfile. Foi a primeira vez que a Bandeira da Vitória desfilou na Praça Vermelha antes do desfile. 